# Tomb of the Mutilated
Tomb of The Mutilated (vertaling: Graf van de Verminkten) is het derde album van Cannibal Corpse. Het is uitgebracht in 1992 onder het label Metal Blade Records. Het album was verboden in Duitsland tot juni 2006 vanwege de albumhoes, waarop twee zombies orale seks met elkaar hebben. Op de hoes van de gecensureerde versie staat een bruine zombie naar de (niet zichtbare) seks te kijken. Dit is Cannibal Corpse's bekendste album en wordt door velen als hun beste album gezien, door sommigen zelfs als het beste deathmetal-album. Hier staat tevens hun bekendste nummer op: Hammer Smashed Face.

## Tracklist
1. "Hammer Smashed Face" – 4:02
2. "I Cum Blood" – 3:41
3. "Addicted to Vaginal Skin" – 3:30
4. "Split Wide Open" – 3:01
5. "Necropedophile" – 4:05
6. "The Cryptic Stench" – 3:56
7. "Entrails Ripped from a Virgin's Cunt" – 4:15
8. "Post Mortal Ejaculation" – 3:36
9. "Beyond the Cemetery" – 4:55
10. "I Cum Blood (live)" - bonus track op de geremasterde versie.

## Singles
1. Hammer Smashed Face

## Leden
- Chris Barnes: Vocals
- Bob Rusay: gitaar
- Jack Owen: gitaar
- Alex Webster: Basgitaar
- Paul Mazurkiewicz: Drums